# Katherine Borowitz

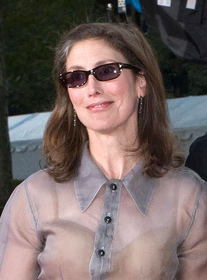
Katherine Borowitz

Katherine Borowitz (* 5. Juli 1954 in Chicago) ist eine US-amerikanische Schauspielerin.

## Leben
Katherine Borowitz wurde an der Yale School of Drama ausgebildet und spielte zunächst regional am Theater. Ab Anfang der 1980er Jahre war sie in Film und Fernsehen zu sehen. 1984 spielte sie „Nina“ in Harry & Sohn, 1990 war sie als „Tova Arrocas“ in Internal Affairs – Trau’ ihm, er ist ein Cop besetzt. In The Man Who Wasn’t There verkörperte sie „Ann Nirdlinger Brewster“.
Sie ist seit 1985 mit dem Schauspieler John Turturro verheiratet, mit dem sie zwei Kinder hat.

## Filmografie (Auswahl)
- 1982: Garp und wie er die Welt sah (The World According to Garp)
- 1984: Harry & Sohn (Harry & Son)
- 1984: Miami Vice (Fernsehserie, Folge No Exit)
- 1987: Baby Boom – Eine schöne Bescherung (Baby Boom)
- 1988: Hothouse (Fernsehserie, 7 Folgen)
- 1990: Mann mit Ehre – Du achtest nur, was du fürchtest (Men of Respect)
- 1990: Internal Affairs – Trau’ ihm, er ist ein Cop (Internal Affairs)
- 1992: Mac
- 1998: Illuminata
- 2001: The Man Who Wasn’t There
- 2004: Verrat in Venedig (Secret Passage)
- 2005: Romance & Cigarettes
- 2009: A Serious Man
- 2014: Da Sweet Blood of Jesus